# In acie ambitus

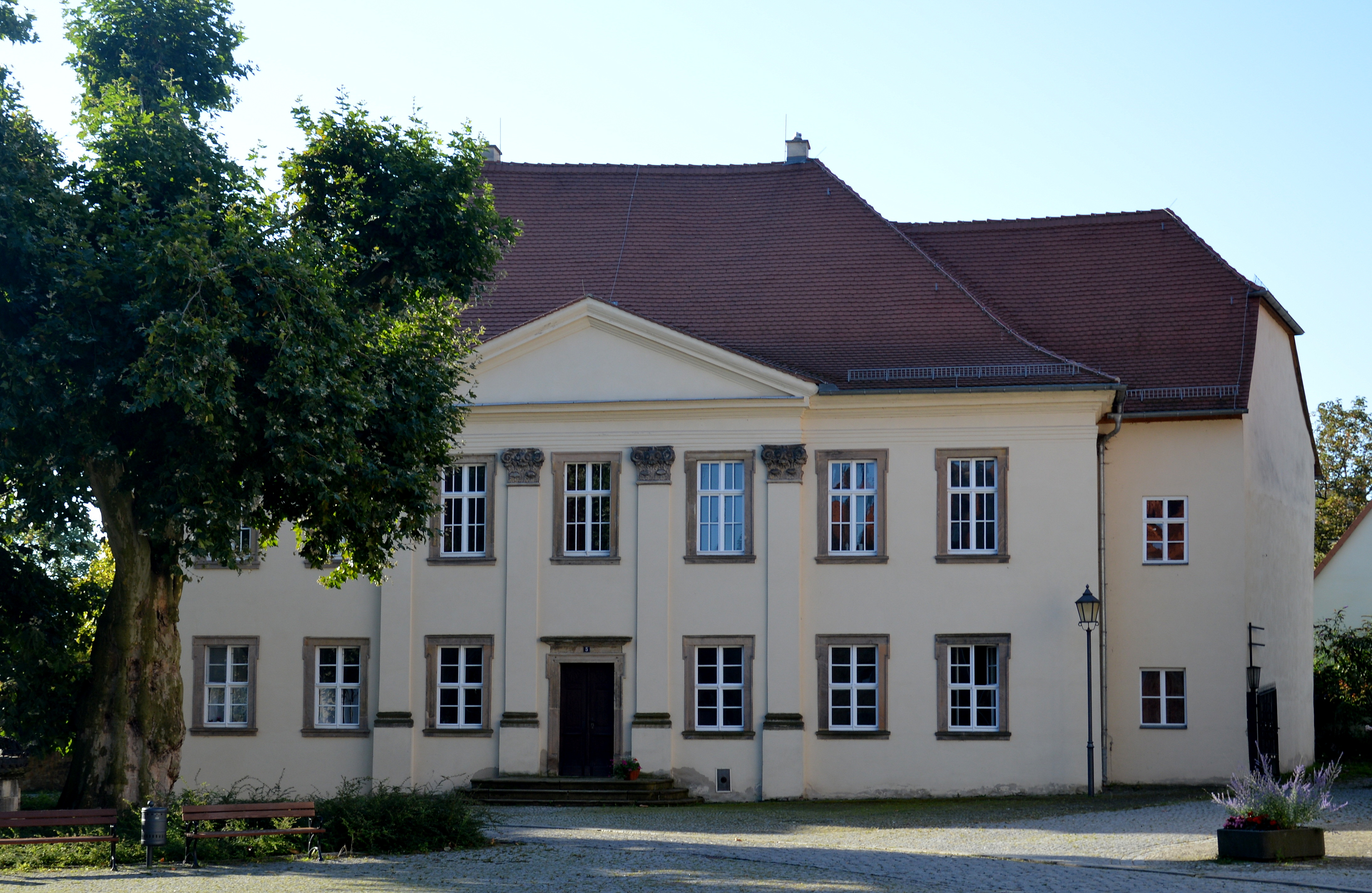
Wohnhaus In acie ambitus

In acie ambitus ist der Name eines denkmalgeschützten Gebäudekomplexes in der Stadt Merseburg in Sachsen-Anhalt. Er wird auch als Kurie gegenüber dem Kreuzgang bezeichnet.

## Lage
Er befindet sich südwestlich des Merseburger Doms auf der Südseite des Domplatzes an der Adresse Domplatz 5. Unmittelbar nördlich steht der Dombrunnen. Westlich des Hauses verläuft der Zugang zum Logenhaus Merseburg.

## Architektur und Geschichte
Der repräsentativ gestaltete Gebäudekomplex ist Teil der Domkurie des Merseburger Doms. Das traufständig zum Domplatz hin ausgerichtete zweigeschossige, siebenachsige Wohnhaus wurde in den Jahren 1697/98 errichtet. Es wurde auf einem rechteckigen Grundriss errichtet und ist mit einem hohen Walmdach bedeckt. Zum Domplatz hin besteht ein dreiachsiger Mittelrisalit. Er wird von einem flachen Dreiecksgiebel bekrönt, der von mit Kapitellen geschmückten Pilastern gestützt wird.
Die weiter südlich stehenden Wirtschaftsgebäude  stammen zum Teil noch aus dem 16. Jahrhundert und verfügen über einen großen Gewölbekeller. Sie wurden in der Zeit um 1905 umgebaut. Das Hoftor der Anlage gehörte ursprünglich zu einer Reithalle und wurde nach deren Abriss hierher umgesetzt.
Im örtlichen Denkmalverzeichnis ist die Kurie unter der Erfassungsnummer 094 20138 als Baudenkmal verzeichnet.